# Bezirksklasse Thüringen 1936/37

SC Erfurt 95 - Erster großer Bezirksmeister-Titel 1936/37

Die Bezirksklasse Thüringen 1936/37 war die vierte Spielzeit der als ein Unterbau zur Gauliga Mitte (VI) fungierenden zweitklassigen Bezirksklasse Thüringen. Erneut wurde die Liga im Rundenturnier-Modus mit Hin-und-Rückspiel mit zwölf Vereinen ausgetragen. Neu hinzu kamen, neben den beiden Aufsteigern aus den Kreisklassen, der SV 08 Steinach und der  SC Erfurt 1895 als Gauliga-Absteiger, was in dieser Tandem-Form, während der gesamten Dekade selten stattfand.
Der SC Erfurt 1895 dominierte dann die Klasse relativ souverän und hatte am Ende stolze sechs Punkte Vorsprung vor seinem Co.-Gauliga-Absteiger SV 08 Steinach. Auch die sich anschließende Aufstiegsrunde zur Gauliga Mitte 1937/38 absolvierten die Erfurter erfolgreich, sodass dem Verein der sofortige Wiederaufstieg in die höchste Gau-Klasse gelang. Beide Aufsteiger, die  Eintracht 08 Altenburg und der SC Apolda, liefen auf den beachtlichen Rängen fünf und sechs ein. Die Sonneberger Stadtrivalen, die 04er vom 1. FC und der SC Osterlind 06, retteten sich knapp vor dem Klassenverlust. Der SV 04 Schmalkalden und der SV 1910 Kahla mussten zum Saisonende in die Kreisklassen Henneberg, bzw. Weimar absteigen. Ersetzt wurden sie durch die Meister der Kreisklassen aus Weimar: VfB 09 Pößneck & Osterland: FSV Rositz.

## Abschlusstabelle
Die Abschlusstabelle ist aus dem im Unterpunkt Quellen notierten Buch entnommen. 
 Dazu erfolgten Ergänzungs-Nach-Recherchen mithilfe der erwähnten Zeitungs-Quelle.
Gespielte Spiele: 132 / Erzielte Tore: 575

(4. Spielzeit - Saison-Beginn:   30.08.1936)
| Pl. | Verein                     | Sp. | Tore  | Quote | Punkte |
| --- | -------------------------- | --- | ----- | ----- | ------ |
| 01. | SC Erfurt 95 (A)           | 22  | 64:34 | 1,88  | 32:12  |
| 02. | SV 08 Steinach (A)         | 22  | 53:24 | 2,21  | 26:18  |
| 03. | VfB 1910 Apolda            | 22  | 42:38 | 1,11  | 25:19  |
| 04. | VfB Sömmerda 1911          | 22  | 64:52 | 1,23  | 24:20  |
| 05. | Eintracht 08 Altenburg (N) | 22  | 50:61 | 0,82  | 23:21  |
| 06. | SC Apolda (N)              | 22  | 50:47 | 1,06  | 21:23  |
| 07. | SpVgg Zella-Mehlis 06      | 22  | 50:58 | 0,86  | 21:23  |
| 08. | FC Wacker 1910 Gera        | 22  | 42:44 | 0,95  | 20:24  |
| 09. | SC 06 Oberlind             | 22  | 44:49 | 0,90  | 20:24  |
| 10. | 1. FC Sonneberg 04         | 22  | 40:48 | 0,83  | 19:25  |
| 11. | SV 04 Schmalkalden         | 22  | 40:61 | 0,66  | 17:27  |
| 12. | SV 1910 Kahla              | 22  | 36:59 | 0,61  | 16:28  |

| (A) | Absteiger aus der Gauliga       |
| (N) | Aufsteiger aus den Kreisklassen |

## Aufstiegsrunde
In der Aufstiegsrunde spielten die Gewinner der einzelnen 1. Kreisklassen um die beiden Aufstiegsplätze zur Bezirksklasse Thüringen 1937/38.
Gespielte Spiele:  30 / Erzielte Tore: 126 / Ausspielung: 25.04. - 15.08.1937

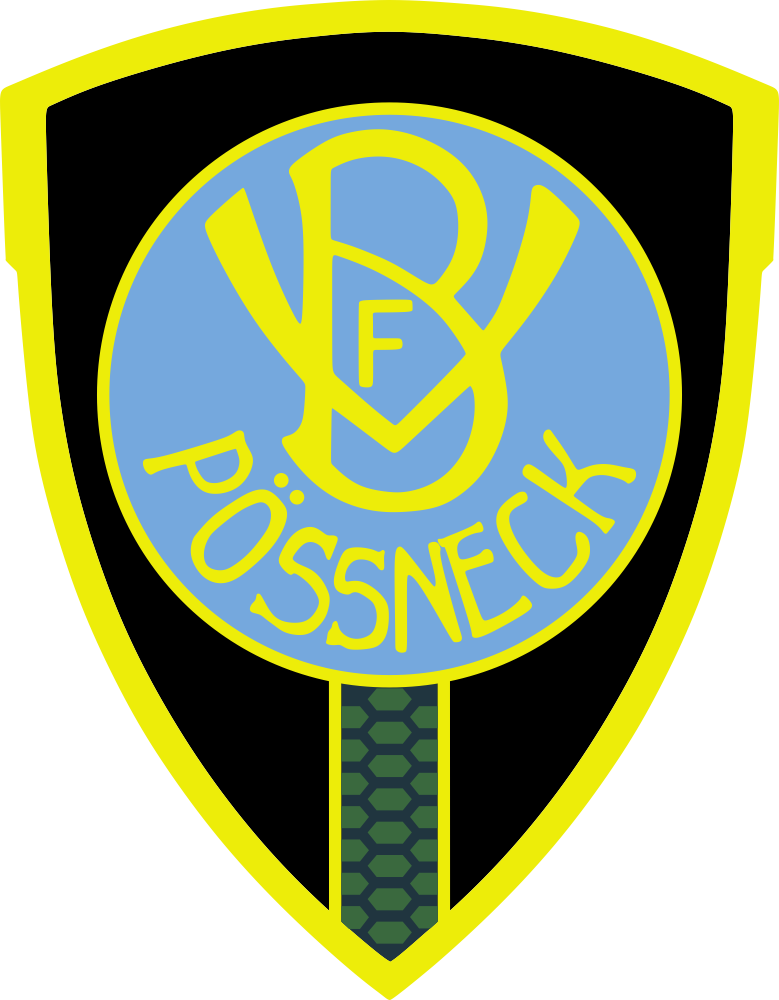
VfB 09 Pößneck – Achtungserfolg des Weimar-Kreismeisters

| Pl. | Verein                                                         | Sp. | Tore  | Quote | Punkte |
| --- | -------------------------------------------------------------- | --- | ----- | ----- | ------ |
| 1.  | VfB 09 Pößneck (Sieger Kreisklasse Weimar)                     | 10  | 25:14 | 1,78  | 13:07  |
| 2.  | FSV Rositz (Sieger Kreisklasse Osterland)                      | 10  | 21:18 | 1,16  | 12:08  |
| 3.  | SC Stadtilm (Sieger Kreisklasse Erfurt)                        | 10  | 28:17 | 1,64  | 10:10  |
| 4.  | SpVgg 1909 Eisenach (Sieger Kreisklasse Wartburg)              | 10  | 23:22 | 1,04  | 10:10  |
| 5.  | SpVgg Mengersgereuth-Hämmern (Sieger Kreisklasse Südthüringen) | 10  | 19:20 | 0,95  | 10:10  |
| 6.  | FC 02 Barchfeld (Sieger Kreisklasse Henneberg)                 | 10  | 10:35 | 0,28  | 05:15  |